# Санкин котаи
Санкин котаи (参勤交代) је закон који је Токугава шогунат практиковао током већине Едо периода, захтевајући обавезан годишњи боравак даимјоа у граду Еду. Ово је била обавеза свих обласних господара и њихових породица који су морали да поседују кућу у близини замка Еда и да редовно долазе шогуну и искажу своје поштовање. Сврха ове политике била је да се ојача централна контрола над даимјоима и тако спречи могућа побуна.

## Историја
Слична пракса је већ раније била успостављена од стране Тојотоми Хидејошија који је од феудалних господара, као врсту таоца, захтевао да му се уступе породице, жене или наследници који би затим живели у Осака замку. Оваквом праксом контролисао је локалне даимјое и спречавао могуће побуне а после битке код Секигахаре и успостављање Токугава шогуната, ова пракса се наставила само са променом места, у Еду. У почетку се односила само на тозама даимјое (1635. године), да би се 1642. проширила и на фудаи даимјое. Осим током периода осмогодишње владавине Токугаве Јошимунеа, овај закон је остао на снази све до 1862. године.

## Опис
Детаљи и услови овог система су се мењали током година али је централна идеја остала иста, а то да даимјо сваког хана (феудалне области) мора константно путовати између своје области и престонице како на оба места провео одређени прописани период. У тренуцима кад се даимјо налази у својој области, жена и наследник би остајали у Еду. Обавеза путовања, поготово код даимјоа који су били удаљенији од Еда, захтевала је одређене трошкове које су оптерећивале буџет хана (што је даимјоа спречавало да организује и финансира могуће побуне). Ипак захваљујући честим путовањима даимјои су охрабривали и подржавали изградњу путева и отварање гостионица што је активирало локални туризам.
Одређени фудаи даимјои имали су повластице и поверење шогуна па нису имали потребе да толико често долазе у Едо као остали. Такође путовање се могло одложити у случаку болести или неког другог догађаја.
У теорији санкин котаи је војни позив шогуна према даимјоу. Сваки даимјо је морао да са собом поведе одређени број ратника (самураја) у складу са величином/количином финансирања области. Ови ратници служили су као пратња даимјоа до и од Еда али и као обезбеђење или војска у случају изненадних потреба.
Са стотину даимјоа који су долазили и напуштали Едо сваке године, скоро се сваког дана дешавала нека поворка у граду. Главни путеви за остале провинције звали су се каидо а специјалне гостионице које су на путевима примале такве важне госте звале су се хонџин (本陣).
Поворка даимјоа и његове свите током санкин котаи обавезе, честа су тема укијо-е слика, а помињу се и у позориштима попут кабуки и бунраку.

## Сличне праксе
Краљ француске, Луј XIV, успоставио сличну праксу након завршетка изградње Версајског дворца, захтевајући од француских племића, понајвише од старог племства од мача (Noblesse d'épée) да проведе шест месеци сваке године у палати. Од племства се очекивало да помажу краљу у његовим дневним рутинама, државним али и личним пословима, као и да му буду пратња и дружбеници током обеда, забава, одласка у цркву и др.